# Dewiq
Cynthia Dewi Bayu Wardhani conocida artísticamente como Dewiq (nacida en Makassar, Sulawesi del Sur, el 15 de junio de 1975) es una cantante y compositora indonesia. Es una de las cantautoras más famosas en su país de origen ya que ha escrito canciones como parte de su propia autoría. De hecho la mayoría de sus seguidores quedaron sorprendidos ya que los temas musicales que componía Dewiq,lo interpretaba en varios o diferentes géneros musicales, aunque ella misma más prefería el blues. Dewiq es esposa del guitarrista Pay, miembro de la banda musical BIP. 

## Vida personal
Dewip empezó a salir durante el proceso de cultivo de un segundo álbum. Ella se casó con Pay en marzo de 2001. Apeasr que todavía no han tenido hijos.

## Discografía
- Weeq (1996)
- Apa Adanya (1999)
- Hanya Manusia Biasa (2001)
- Album Kompilasi: Siapa Dewiq ? The Hits Maker (2008)